# David Lipsey
Pour les articles homonymes, voir Lipsey.
David Lawrence Lipsey, baron Lipsey né le 21 avril 1948 et mort le 1er juillet 2025, est un journaliste britannique et homme politique membre  du parti travailliste. 

## Biographie
Après avoir étudié à Bryanston School, Dorset (1962–67),, et Philosophie, politique et économie (PPE) au Magdalen College, Oxford en 1968, il obtient un diplôme de première classe, remportant le prix de politique de l'Université Gibbs en 1969. Il est ensuite conseiller politique d'Anthony Crosland dans l'opposition et conseiller du 10 Downing Street. Il travaille comme journaliste pour diverses publications, notamment le Sunday Times, Sunday Correspondent, The Times, The Guardian et The Economist. De 1982 à 1983, il est président de la Fabian Society et de 1970 à 1972 secrétaire du Streatham Labour Party. 
David Lipsey reçoit un prix spécial Orwell en 1997 pour son travail en tant que «Bagehot» dans The Economist. 
Lipsey occupe de nombreux postes importants dans la vie publique. Il préside le groupe parlementaire All Party sur la musique classique (à partir de 2011), est un mécène du Glasbury Arts Festival, un administrateur du Cambrian Orchestra Trust et président du Sidney Nolan Trust (à partir de 2011), en plus d'être administrateur d'autres organismes artistiques. Lipsey est créé pair à vie avec le titre de baron Lipsey, de Tooting Bec dans le quartier londonien de Wandsworth, le 30 juillet 1999. Il siège sur les bancs travaillistes de la Chambre des lords. 
Il s'intéresse aux courses attelées et préside le British Harness Racing Club (2008 à 2016) ainsi que le British Greyhound Racing Board (maintenant le Greyhound Board of Great Britain) de 2004 à 2009. 
Il meurt par noyade le 1er juillet 2025 en nageant dans la rivière Wye à Glasbury au pays de Galles.